# Кэмпбелл, Кевин
Кевин Джозеф Кэмпбелл (англ. Kevin Joseph Campbell; 4 февраля 1970, Ламбет, Большой Лондон — 15 июня 2024, Манчестер, Северо-Западная Англия) — английский футболист. Рекордсмен по числу забитых мячей в премьер-лиге среди английских игроков, не выступавших за сборную (76).

## Карьера

### Арсенал
Кэмпбелл начал свою карьеру в качестве игрока молодёжной команды «Арсенала», присоединившись к клубу будучи школьником в 1985 году. Он стал результативным бомбардиром в академии «Арсенала», забив 59 голов за сезон. Кэмпбелл также выиграл молодёжный кубок Англии 1988 года. Дебютировал в первой команде против «Эвертона» 7 мая 1988 года, выступая на позиции Пола Мерсона и Алан Смит.
Впервые Кэмпбелл приобрел известность во время аренды в «Лейтон Ориент» в 1989 году, забив девять мячей в 16 играх. Кэмпбелл помог клубу добраться до стадии плей-офф в этом сезоне, но не играл в победном финале против «Рексема», поскольку срок аренды к тому времени закончился. Тренер Фрэнк Кларк планировал подписать игрока на постоянной основе, но «Арсенал» отказался его продавать. После неудачного начала сезона 1989-90 он снова был отдан в аренду, на этот раз в «Лестер Сити». По возвращении из аренды продолжил выступать за «Арсенал».

### Ноттингем Форест
Летом 1995 года Кэмпбелл был продан в «Ноттингем Форест» за 2,5 миллиона фунтов стерлингов, где провел три сезона. Он был частью команды, которая вылетела в низшую лигу в 1997 году, но его 23 гола в следующем сезоне помогли «красным» выиграть чемпионат Футбольной лиги 1998 года.

### Трабзонспор
Несмотря на удачный сезон в «Ноттингем Форест» Кэмпбелл покинул клуб, чтобы присоединиться к турецкой команде « Трабзонспор» за 2,5 миллиона фунтов стерлингов, что повлияло на его товарища по команде «Форест» Пьера ван Хойдонка объявить забастовку. Спустя семь месяцев с момента своего приезда в Трабзон Кэмпбелл покинул команду из-за неправильно понятого расистского инцидента, в котором участвовал президент клуба Мехмет Али Йылмаз, назвавший футболиста «каннибалом». В знак солидарности с Кэмпбеллом два игрока клуба, Огюн Темизканоглу и Абдулла Эрджан, были рядом с ним во время пресс-конференции, на которой он изложил причину своего ухода из клуба.

### Эвертон
«Эвертон», который боролся против вылета из Премьер-лиги взял в аренду Кэмпбелла в марте 1999 года. Благодаря своей удачной игре он стал лучшим бомбардиром «Эвертона» в том сезоне. Таким образом, Кэмпбелл почти в одиночку спас клуб от вылета из Премьер-лиги.
Летом 1999 года «Эвертон» выкупил Кэмпбелла за 3 миллиона фунтов стерлингов. В сезоне 1999—2000 он забил победный гол «Эвертона» в мерсисайдском дерби против «Ливерпуля» на «Энфилде», что стало последней победой «Эвертона» на «Энфилде» до 2021 года. Он закончил сезон лучшим бомбардиром клуба, забив в общей сложности 12 голов. В сезоне 2001/02 Кэмпбелла назначили капитаном «Эвертона» и он вновь стал лучшим бомбардиром «ирисок» в сезоне.
Кэмпбелл является четвертым бомбардиром «Эвертона» в Премьер-лиге после Ромелу Лукаку, Данкана Фергюсона и Тима Кэхилла, а также их первым чернокожим капитаном.

### Вест Бромвич Альбион
В январе 2005 года Кэмпбелл перешел в «Вест Бромвич Альбион» в статусе свободного агента и помог клубу избежать вылета из Премьер-лиги.

### Кардифф Сити
В мае 2006 года, после того как «Вест Бромвич» в конце концов вылетел в Чемпионшип, Кэмпбелл бесплатно присоединился к «Кардифф Сити». По окончании сезона завершил карьеру игрока.

## Вне футбола
Кэмпбелл управлял звукозаписывающим лейблом 2 Wikid. Первым, кто подписал контракт с лейблом, был рэпер Марк Моррисон.
В 2008 году был показан в сериале Sky Sports «Где они сейчас?», что он являлся совладельцем охранной компании T1 Protection, специализирующейся на предоставлении телохранителей знаменитостям и другим состоятельным клиентам во время поездок за границу. Кэмпбелл также работал с базирующейся в Азии Sony TEN в качестве комментатора их освещения Премьер-лиги и Лиги чемпионов.

## Личная жизнь
Его сын Тайриз Кэмпбелл также является футболистом.
Умер 15 июня 2024 года после непродолжительной болезни в возрасте 54 лет.